# Villar del Rey
Villar del Rey es un municipio español, perteneciente a la provincia de Badajoz (comunidad autónoma de Extremadura).

## Situación
El término municipal de Villar del Rey está situado en el noroeste de la provincia de Badajoz. En la parte central del término está ubicado el casco urbano, a 17 km de la villa medieval de Alburquerque, a 33 km de la capital de la provincia, a 15 km de la villa de La Roca de la Sierra, 40 km de  Aliseda (provincia de Cáceres) y a unos 14 km de Ouguela (Portugal), población más próxima en línea recta, por lo que Villar del Rey se puede considerar como una villa de la raya o frontera. Se encuentra a medio camino entre Badajoz y Alburquerque y pertenece a la comarca de Tierra de Badajoz y al partido judicial de Badajoz.
En su término se encuentra la presa de Peña del Águila que abastece de agua a Badajoz. El municipio tiene canteras de  pizarra y granito
El término municipal tiene como límites al norte tierras de Alburquerque por la encomienda de Azagala, al oeste con el mismo término haciendo de linde el río Albarragena o Zapatón y al este y sur con el término municipal de Badajoz.

## Demografía
Villar del Rey cuenta con una población de 2080 habitantes (INE 2024).
| Gráfica de evolución demográfica de Villar del Rey entre 1842 y 2021                                                  |
| |
| Población de derecho según los censos de población del INE. Población de hecho según los censos de población del INE. |

Movimientos Migratorios
Este pueblo como la generalidad de los pueblos de Extremadura que vivían principalmente de la agricultura y la ganadería, a partir del año 1955 empezó a decrecer en población. Las explotaciones agrícolas y ganaderas sufrieron un cambio que iba a suponer un sobrante de mano de obra y aumento de personas paradas sin perspectivas de futuro. Este grave problema no tuvo en su momento más solución que el recurso a emigrar. Refiriéndonos a Villar del Rey, el fenómeno de la emigración alcanzó un descenso del 50% de la población. Más de 500 familias se han contabilizado como emigrantes de Villar del Rey a otros lugares fuera de la región: Madrid, Barcelona, Bilbao, Valencia, Asturias, Cádiz, Sevilla. Algunas traspasaron la frontera del país: Bélgica, Alemania, Suiza, Francia… Otras quedaron en Badajoz.

## Orígenes
Aún no está muy claro, pues hasta ahora no se han encontrado datos que lo aclaren con suficiente base, en qué época de la Historia surgió Villar del Rey como asentamiento humano. Pudo originarse sobre unas ruinas antiguas en tiempos de la dominación árabe, por el siglo XI en pleno poderío Aftasidas, reino de Taifa de Badajoz, o tal vez en el siglo XIII cuando el rey de León Alfonso IX iba reconquistando estas tierras a los árabes y las iba repoblando. Lo que sí está constatado que este pueblo fue durante varios siglos aldea del alfoz de Badajoz y en siglo XVII villa exenta, enajenada por Felipe IV al Marqués de Leganés
En 1594 formaba parte de la Tierra de Badajoz en la Provincia de Trujillo.
A la caída del Antiguo Régimen la localidad se constituye en municipio constitucional en la región de Extremadura. Desde 1834 quedó integrado en el partido judicial de Badajoz. En el censo de 1842 contaba con 480 hogares y 1668 vecinos.

## Embalse “Peña de Águila”
Entre finales del siglo XIX y principios del XX se construyó en Badajoz la Sociedad de Aguas de Gévora, al objeto de regular el caudal del río Zapatón en la zona de la Peña del Águila, para abastecer de agua a dicha ciudad que contaba entonces con 30.000 habitantes.
Enclavado entre las Sierras de Las Cañadas y la de Peña del águila, se levantó un muro cuya edificación concluyó en 1903 con capacidad para embalsar 18 hm³, cantidad que se consideraba suficiente para Badajoz en aquella fecha. Pero la ciudad en el año 1980 había elevado su población a 120.000 habitantes, se había cuadruplicado, y la capacidad del pantano se quedaba muy pequeña para la demanda de agua potable de esta ciudad, razón más que suficiente para proyectar nueva obra que se adecuara a las condiciones de la demanda de una población mayor y en vías de constante crecimiento. Por ello se proyectó y aprobó la construcción de uno nuevo sobre el mismo río a unos 150 metros aguas abajo del anterior, cuya capacidad o volumen de embalse está calculada en 130 hm³.

## Vías de comunicación
- Carreteras: a Badajoz, a Aliseda, a Alburquerque, a la Roca de la Sierra, a Puebla de Obando.
- Caminos de herradura: Camino de Montijo, de las Gardonas, del Bordallo, Camino viejo de Badajoz, del pantano, de los Estrechos, de la liebre, del molino de Solano, o molino de abajo, del molino de Valbuena, de Rabogato, de la Pizarrera.

## Vías pecuarias

### Cañadas
- Cañada Real Sancha Brava: Esta vía pecuaria entra procedente del término de Badajoz, por el conocido Puente de los Cinco Ojos sobre el Arroyo del Fresno. Su trazado hacia Villar del Rey es junto a la carretera de Badajoz, que en muchos tramos suele hacer de eje de la cañada. Atraviesa el casco urbano por las calles de las Crucitas, San Simón, plaza de la Concordia, calle Las Pizarras, cruza la calle de la Iglesia para dirigirse a la calle del Pilar, sigue por la calleja de circunvalación hasta salir a las huertas, y tomar el camino de la huerta "Arriba", continuando hacia el Puerto y después de pasar junto a la Fuente del Niño, Huerta de La Pilara, Cuesta Bermeja, entra en la dehesa de La Tablada camino del Valle Ladrián en donde existe un pozo y un terreno para abrevadero y descanso del ganado. Desde el Valle, se dirige a la dehesa "El Campo" y Las Pedrizas para atravesar el arroyo de Guerrero entre las dehesas de Panduro y Cubillos ya en el término municipal de Badajoz y sigue por el término municipal y provincia de Cáceres, hacia el Norte. A la altura de las tierras de Béjar se divide en dos ramales, uno que va hacia León y otro hacia las tierras de Soria. La dirección general de esta cañada es de SO a NE. Su recorrido dentro del término de 14 km y su anchura de 75,22 m . 
El rey Sancho IV el Bravo, hijo de Alfonso X, siguió la política de su padre, otorgando privilegios al Concejo de la Mesta. El nombre de Sancha Brava que se da a esta cañada, es en honor de Sancho IV, como reconocimiento de sus favores a esta institución.
- Cañada Real de Azagala: es la que partiendo de la de Sancha Brava en el lugar de la Fuente del Niño (ya citada), gira a la izquierda de la Pilara en dirección norte, pasa la Cuesta Bermeja camino del Tejar, continúa entre las fincas La Dehesilla a la izquierda y La Tablada a la derecha hasta la dehesa de "El Campo" en donde entre paredes entra en el término de Alburquerque por la fincas de la Encomienda de Azagala. 
La dirección general de esta vía es de S a N. Su recorrido dentro del término de unos 3.200 metros. La anchura es de 75,22 m es decir la establecida para la cañada por La Mesta.

### Cordeles
- Cordel del Vado de Verano. Arranca esta vía pecuaria de la Cañada de Sancha Brava a su paso por el pueblo justamente en la travesía de la calle de la Iglesia. Sigue por la carretera de Alburquerque hasta que, pasando la Fuente del Corcho gira a la izquierda por el camino de los Molinos. Continúa entre cercas para entrar en la Dehesa Boyal por la izquierda quedando cercas de particulares a la derecha. Termina en el río Zapatón, en donde existe un terreno de una hectárea para abrevadero. La dirección de este cordel es de E a O. Su recorrido dentro del término de unos 2200 m y tiene una anchura de 37,60 metros.
- Cordel del Pozo de la Bomba. Esta vía parte también de la Cañada de Sancha Brava en el abrevadero del Valle Ladrían y sigue por la misma finca de La Tablada hasta penetrar en la Dehesa del Campo, dejando a la izquierda el cuarto del Milano y a la derecha el cuarto de los Alacranes, entrando a continuación a discurrir por este cuarto y separándose por la izquierda del camino de San Vicente del Alcántara. Después de un largo trayecto por terreno de encinar en la dehesa "El Campo" pasa junto a la cerca del cortijo, atraviesa la portera de la carretera, luego de pasar un arroyo llega al pozo llamado de la Bomba donde finaliza este cordel. La dirección en su recorrido es de O a E. Su longitud de unos 2.600 m y su anchura de 37.60 m .
- Cordel del Espartal. Arranca de la colada y camino de Valdesequera y por entre tierras de labor va a la finca del Espartal por el paraje denominado Alcornocalejo. Atraviesa el arroyo del Toril y sigue unido a un camino que le sirve de eje, cruza la colada del Majadal Alto, deja a la derecha la casa del guarda del Espartal hasta salir a la cañada de Sancha Brava por la Fuente de los Camineros. La dirección general de este camino es de E a O, su anchura de 37,6 m y su recorrido de unos 2300 metros.

### Veredas
- Vereda del Majadal Alto. Esta vía tiene su origen en el pueblo, en la plaza de la Concordia, pasa el arroyo de "El Puerto" o "Pilara" y continúa por las calles San Simón, Crucitas y Virgen del Rosario hasta entrar en la pedregosa calleja de los "Canchales" por donde llega a la Dehesa Boyal. A la altura de la Peña de Pilato entra en la finca del Espartal, atraviesa el arroyo de Vallehondo y luego el cordel anteriormente descrito. Sigue por la finca del Espartal, cruza el arroyo del Toril, continúan por La Portilla con la pared del Espartal a la derecha y cercas de labor a la izquierda, sigue por "Los Barritos" y por la linde de la Matilla, pasa por el cerro del Majadal Alto, deja a la izquierda el camino de "Las Peñuelas", para llegar a la charca en el camino del Lobo, donde concluye esta vía. Su dirección es de N a S. La longitud de unos 5.200 m y su anchura legal es de 20,89 m.
- Vereda de Valdesequera. Sale esta vía pecuaria desde el pueblo por la calleja que va a Las Gardonas, sigue entre cercados, pasa por el pozo de Las Gardonas, continúa entre cercas por la cuesta de Rollano hacia el Sur dejando a la derecha el Cordel del Espartal ya descrito. Continúa como eje el camino, para pasar por la Puente Pie de Burro, marchando por la izquierda el camino de Las Gardonas y otros, continúa por terrenos de labor teniendo a la derecha el Cercado de los Fermines, luego por la izquierda el cuarto de La Laguna, dejando el cortijo a la derecha, sigue dentro de dicha finca y deja por la izquierda la casa del guarda y por frente se separa del camino de Las Peñuelas; discurre la vía por terreno de encinas y por este lugar está marcada por algunos hitos y surcos. Deja por la izquierda el pozo de Tiriñuelo hasta llegar al sitio de la Laguna de la Dehesa, donde existe abrevadero de extensión de dos hectáreas aproximadamente. La dirección general es de N a S. Su recorrido dentro del término de cuatro kilómetros y medio. Tiene una anchura legal de 20,89 m

### Coladas
- Colada del Molino de Valbuena. Parte esta colada de la cañada de Sancha Brava, justamente donde termina el cordel del Espartal, cruza la carretera de Badajoz sigue pegada al arroyo de El Toril por su parte derecha y por terrenos de la Dehesa Boyal en el lugar conocido por "Canchal del Arroyo"; atraviesa el camino que va al molino y continúa por la Dehesa Boyal hasta el Charco del Molino de Valbuena, en el río Zapatón, frente al sitio llamado "La Isla", teniendo por el sur la Casa y dependencias del Molino. Existe aquí un ensanche y abrevadero que mide una fanega de extensión. La dirección general de esta vía es de S a O. Su recorrido dentro del término es de 1.100 m aproximadamente y su anchura de 37.6 m
- Colada del camino de las Carretas: Sale esta colada del Valle de Ladrián y por tanto de la cañada de Sancha Brava, deja el pozo a la derecha y se une después a la carretera que une a Villar del Rey con la de Puebla de Obando, teniendo a derecha e izquierda la dehesa de "La Tablada". Cuando se une a la carretera, al subir al cerro y por donde termina la dehesa de "La Tablada" va coincidiendo con la carretera entrando por la izquierda cerca de los Castaños de la finca Jabaliega, teniendo a la derecha suertes de "La Liebre". Su recorrido de unos 2.000 metros y su anchura de 24 m.
- Colada del Valle del Lobo: Comienza esta vía por la parte izquierda de la Laguna de la Dehesa, teniendo a la derecha el cuarto de La Laguna y terreno de monte, continúa por la derecha el citado cuarto y por la izquierda las suertes de La Laguna; Con dirección al sur pasa por el sitio de "Las Peñuelas", sigue luego por la derecha La Matilla y por la izquierda terrenos del Valle del Lobo, atraviesa el camino de Las Peñuelas y el Cordel del Majadal Alto terminando esta vía al llegar a la charca. La dirección general de esa colada del Valle del Lobo es de este a oeste. Su longitud de 1000 metros aproximadamente. Tiene una anchura legal de 24 metros.

### Abrevaderos
Son lugares adecuados para beber el ganado. Los describimos en este tema como sitios terminales en la mayoría de los casos de las coladas descritas en el punto anterior. En el término de Villar del Rey los principales abrevaderos o servidumbres para el ganado son:
- Abrevadero del Pozo Ladrian. Queda lo suficientemente descrito al hablar de la Cañada de Sancha Brava a su paso por la finca "La Tablada", tiene una superficie de unas dos fanegas.
- Abrevadero del Molino de Valbuena. Está sobre el río Zapatón y queda detallado al describir la Colada del Molino. Tiene una superficie aproximada de una fanega de tierra.
- Abrevadero del Vado de Verano. Se encuentra a la llegada del Cordel de este nombre al río Zapatón, que parte también, según se ha descrito, de la Cañada de Sancha Brava a su paso por la travesía de la calle Iglesia. Tiene una superficie de una hectárea.
- Abrevadero de la Laguna de la Dehesa. Este abrevadero se encuentra en la vereda de Valdesequera, en el lugar de La Laguna, tiene una extensión aproximada de dos hectáreas.
- Abrevadero de la Charca de la Gañota. Es otro abrevadero situado en la finca de Valdesequera. Tiene una extensión de dos hectáreas.
- Abrevadero de la Jabaliega. Se llega a este lugar por el camino del Puerto de las Carretas, próximo al camino de La Pizarrera, en la finca La Jabaliega. Tiene una extensión de una fanega de tierra aproximadamente.
- Abrevadero de Pozo Cortijo de Rodrigo. Este abrevadero se encuentra junto al camino de Montijo en la finca de "El Badén". Tiene una extensión superficial de unas dos hectáreas.

## Gastronomía
Caldereta a base de carne de cordero y cabrito. Chanfaina con vísceras de cordero y chivo. Sopa de tomates. Mojo de peces. Embuchados y embutidos con tripa de cerdo. Gazpacho de poleo. Migas de pan. Arroz con hígado de cerdo. Sesos de cerdo. Cocido extremeño. Roscas fritas del candil. Bollos de Pascua. Pestiños con miel.

## Patrimonio
- El pozo de la nieve. Declarado monumento histórico por la Junta de Extremadura, se trata de una edificación ubicada en el cerro de San Simón, próxima al cementerio.

Además se puede encontrar el colegio público, casa de cultura y biblioteca municipal, Ambulatorio, Matadero municipal, hogar del pensionista, casa cuartel de la Guardia Civil, cementerio municipal San Simón, polideportivo Las Crucitas y depuradora.
Otros edificios emblemáticos son el salón de cine La Estrella, la casa solariega de Don Emilio Rivero, el edificio del casino o la casa de barriada obrera.

### Religioso
- Iglesia parroquial católica bajo la advocación de Nuestra Señora del Rosario, en la archidiócesis de Mérida-Badajoz.[7][8]
- Ermita de la Virgen de la Ribera. Tiene escaso valor arquitectónico.
- Ermita de los Remedios.
- Ermita del Cementerio. Hoy abandonada.